# Gordon MacRae

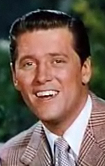
Gordon MacRae

Gordon MacRae, född 12 mars 1921 i East Orange, New Jersey, död 24 januari 1986 i Lincoln, Nebraska, var en amerikansk skådespelare och sångare.
Han uppträdde redan som barn. 1940 vann han en sångtävling där första priset var att sjunga med storband såsom Harry James och Les Brown. Efter andra världskriget fick han roller på Broadway. Hans snygga och prydliga utseende gjorde honom populär i en rad musikfilmer, bland annat mot Doris Day.
I slutet av 1950-talet hemföll han åt dryckenskap; inte förrän på 1970-talet lyckades han ta sig ur alkoholmissbruket. Han gjorde comeback i filmen The Pilot 1979, men drabbades 1982 av ett slaganfall. Han avled, 64 år gammal, av cancer i mun och käke.

## Filmografi (urval)
- 1949 – Look for the Silver Lining
- 1950 – Tea for Two
- 1951 – Vårflamman
- 1953 – Ökensången
- 1955 – Oklahoma
- 1956 – Karusell
- 1979 – The Pilot